# ناصر حمدان
ناصر حمدان ، لاعب كرة قدم عماني سابق.
و قد لعب مع منتخب عمان لكرة القدم.

## كأس الخليج

### كأس الخليج 1982
و قد سجل هدف في مرمى منتخب البحرين لكرة القدم.

### كأس الخليج 1988
و قد سجل هدف في مرمى منتخب العراق لكرة القدم.